# Большая Рунга
Большая Рунга — река в России, протекает по территории Бабушкинского района Вологодской области. Устье реки находится в 44 км по левому берегу реки Вотча. Длина реки составляет 10 км. В 4 км от устья принимает справа реку Малая Рунга.
Исток находится в обширных болотах южнее деревни Демьянцево (Миньковское сельское поселение) в 6 км к юго-востоку от села Миньково (центр поселения) и в 26 км к юго-востоку от Села имени Бабушкина (районного центра). Большая Рунга протекает по лесистой, заболоченной местности. В верхнем течении течёт на северо-восток, после впадения крупнейшего притока — реки Малая Рунга поворачивает на север. Впадает в Вотчу около деревни Кулибарово (Миньковское сельское поселение).

## Данные водного реестра
По данным государственного водного реестра России относится к Двинско-Печорскому бассейновому округу, водохозяйственный участок реки — Северная Двина от начала реки до впадения реки Вычегда, без рек Юг и Сухона (от истока до Кубенского гидроузла), речной подбассейн реки — Сухона. Речной бассейн реки — Северная Двина.
Код объекта в государственном водном реестре — 03020100312103000008466.